# Emmaline Willis
Emmaline Willis (Boulder, 27 febbraio 1997) è una pallavolista statunitense, nel ruolo di centrale.

## Carriera

### Club
La carriera di Emmaline Willis inizia nei tornei scolastici della California, giocando per la La Jolla HS; parallelamente si disimpegna anche a livello di club, giocando con il Coast. Dopo il diploma partecipa alla lega universitaria di NCAA Division I con la Denver, dal 2015 al 2018. 
Nella stagione 2019-20 sigla il suo primo contratto da professionista con club svizzero del Franches-Montagnes, in Lega Nazionale A, dove resta per un biennio, facendo quindi ritorno in patria per disputare le edizioni 2022 e 2023 dell'Athletes Unlimited e poi la Pro Volleyball Federation 2024 con le Omaha Supernovas, da cui viene svincolata qualche settimana dopo l'inizio del torneo.